# Gran Turismo 5 Prologue
Gran Turismo 5 Prologue (グランツーリスモ5プロローグ, guran tsūrisumo 5 purorōgu, en japonais) est un jeu vidéo de course automobile développé par Polyphony Digital et édité par Sony Computer Entertainment en 2007 sur la console PlayStation 3. Le jeu constitue une pré-version de Gran Turismo 5.
Il marque les dix ans de la série Gran Turismo. Il est le premier épisode de la série à proposer un mode de jeu en ligne, une vue cockpit et des véhicules du constructeur Ferrari. Le titre est à la fois proposé au format Blu-ray et en téléchargement sur le PlayStation Network.

## Système de jeu
Le gameplay de Gran Turismo 5 Prologue (GT5P) s'inscrit dans la lignée des précédents opus. Les modèles physiques des véhicules sont encore plus pointus et le nombre de concurrents en piste passe à seize (au lieu de six). Les autres grandes nouveautés concernent l'implémentation d'un mode de jeu en ligne à 16 joueurs et l'apparition de nouveaux circuits et véhicules.

### Modes de jeu

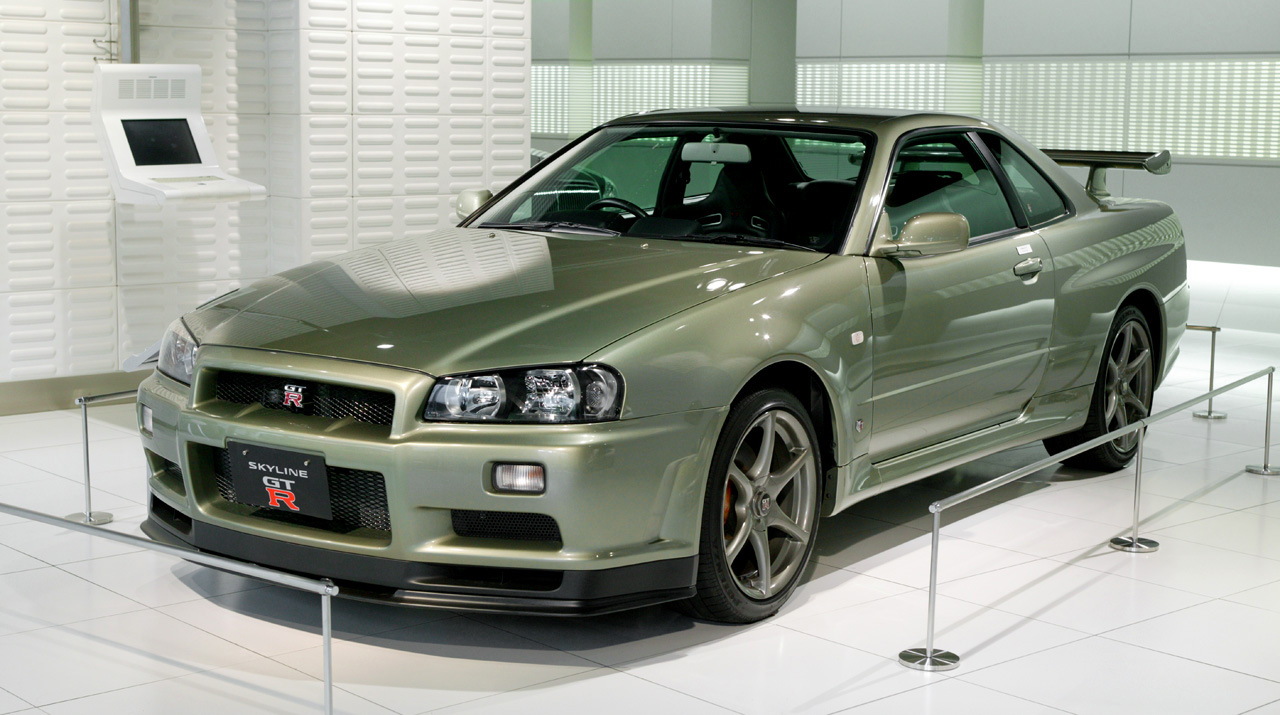
La Nissan Skyline GT-R R34.

GT5P implémente quatre modes de jeu — Événement, En ligne, Arcade et Bataille 2J — auxquels s'ajoutent les courses mono-modèles par constructeur.
Le joueur commence la partie avec 35 000 Cr (la monnaie virtuelle du jeu). Il participe à des courses pour remporter des crédits supplémentaires qui lui permettent d'acquérir des véhicules plus puissants, lesquels lui ouvrent les portes de compétitions plus relevées, et ainsi de suite. Une fois n'est pas coutume dans la série, aucun permis de conduire ne doit être obtenu avant de pouvoir se lancer dans la compétition.
Le mode Événement est le corps du mode solo. Il contient 40 épreuves réparties en quatre catégories progressivement déblocables (C, B, A, S). Les compétitions sont limitées à des modèles particuliers de véhicules. Elles peuvent prendre la forme de course classique de 2 à 5 tours (départ en milieu de peloton), de course-poursuite sur un tour (départ en 16e position) ou de contre-la-montre (10 minutes pour établir un tour de référence). En obtenant au minimum une médaille de bronze à tous les événements de la catégories A, le joueur débloque toutes les épreuves du mode En ligne (niveau Intermédiaire et Expert) ainsi que l'option de réglage rapide et le système de points de performance.
Le mode En ligne propose 35 épreuves différentes en ligne, réparties sur trois niveaux de difficultés : débutant, intermédiaire et expert. Seuls les véhicules possédés par le joueur peuvent être utilisés en ligne. Les compétitions opposent jusqu'à 16 joueurs (selon les serveurs). Les courses du niveau débutant et intermédiaire se jouent en mode de conduite standard (la plus permissive) et celles du niveau expert, en mode de conduite professionnel. Le mode comprend aussi des courses contre-la-montre (niveau expert) avec un classement mondial et la possibilité de télécharger les rediffusions des 10 meilleurs joueurs. Les courses en ligne rapportent de l'argent au même titre que le mode Événement.
Le mode Arcade propose des courses simples paramétrables (nombre de tours, niveau IA), des courses contre-la-montre et les défis dérapages. Ces derniers consistent à réaliser des figures de style sur la piste (ou des portions de piste) pour marquer le plus de points possibles. Toutes les performances du mode Arcade sont confrontées dans un classement mondial en ligne. Le mode Bataille 2J est un mode deux joueurs en écran splité.

### Caractéristiques

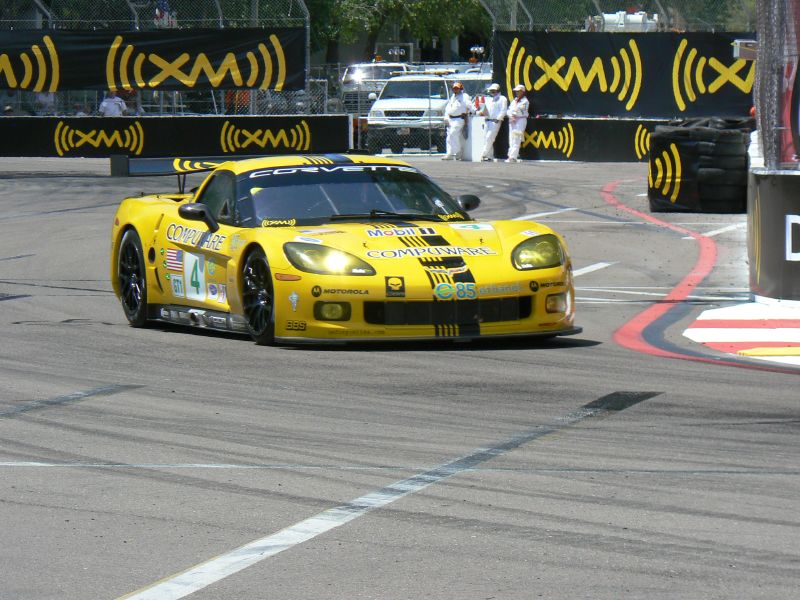
La Chevrolet Corvette C6R.

Deux modèles physiques de pilotage sont disponibles : standard et professionnel. Le premier privilégie l'accessibilité, l'autre le réalisme. Diverses aides au pilotage sont désactivables : la direction active (qui corrige la direction lors de survirage), le freinage actif (évite les blocages de roues)[réf. souhaitée], la gestion de stabilité active (GSA, stabilise la tenue de route) et le contrôle de la traction (réduit le patinage). Tous ces systèmes facilitent le pilotage des bolides mais pénalisent la performance pure. Aux trois vues traditionnelles de la série (pare-chocs, toit et poursuite) vient s'ajouter une vue interne. Le véhicule se contrôle à la manette ou avec un volant à retour de force. Le fabricant Logitech a commercialisé un nouveau volant pour la sortie du jeu, le Driving Force GT, l'accessoire officiel.
Une option Réglage rapide permet de paramétrer le véhicule afin d'améliorer ses performances et son comportement. Quinze paramètres peuvent être modifiés : puissance moteur (ch), poids, pneumatiques (9 types de pneus), aérodynamique, garde au sol, flexibilité des ressorts, amortisseurs, angle de pincement, angle de carrossage, équilibre des freins, contrôle de la traction, angle de braquage, ABS, distribution couple avant/arrière et transmission. Trois configurations de réglages peuvent être sauvegardés. Avec la mise à jour 2.0 (spec II), il devient possible d'ajuster certains paramètres du véhicule en temps réel pendant la course.
Un système de points de performance (pp) permet d'ouvrir les compétitions à des types de véhicules variés tout en maintenant l'intérêt de jeu. Chaque véhicule se voit attribuer un total de points représentant son potentiel global de performance et le joueur peut l'ajuster en modifiant la puissance moteur, le poids, le type de pneus et l'aérodynamique.
Pour contrevenir aux comportements inadaptés ou frauduleux, notamment compte tenu du mode multijoueur en ligne, le système de pénalités inauguré dans Gran Turismo 4 Prologue est étoffé. Les collisions avec un autre véhicule, la prise de raccourcis et les appuis sur les limites du circuit (muret, rail) peuvent être sanctionnés d'une réduction de la puissance moteur pendant un temps donnée. Le niveau des sanctions augmente avec le niveau des compétitions. Par ailleurs, dans le mode en ligne, les voitures au comportement dangereux (en perdition, en sens inverse, etc) deviennent temporairement transparentes et les collisions avec les autres concurrents sont impossibles.
Suivra au mois d'octobre 2008 une mise à jour appelée Spec.III qui ajoute de nouvelles fonctionnalités mais aussi 3 véhicules : la GT by Citroën, la Ferrari California, et la Lotus Evora.

### Ma page

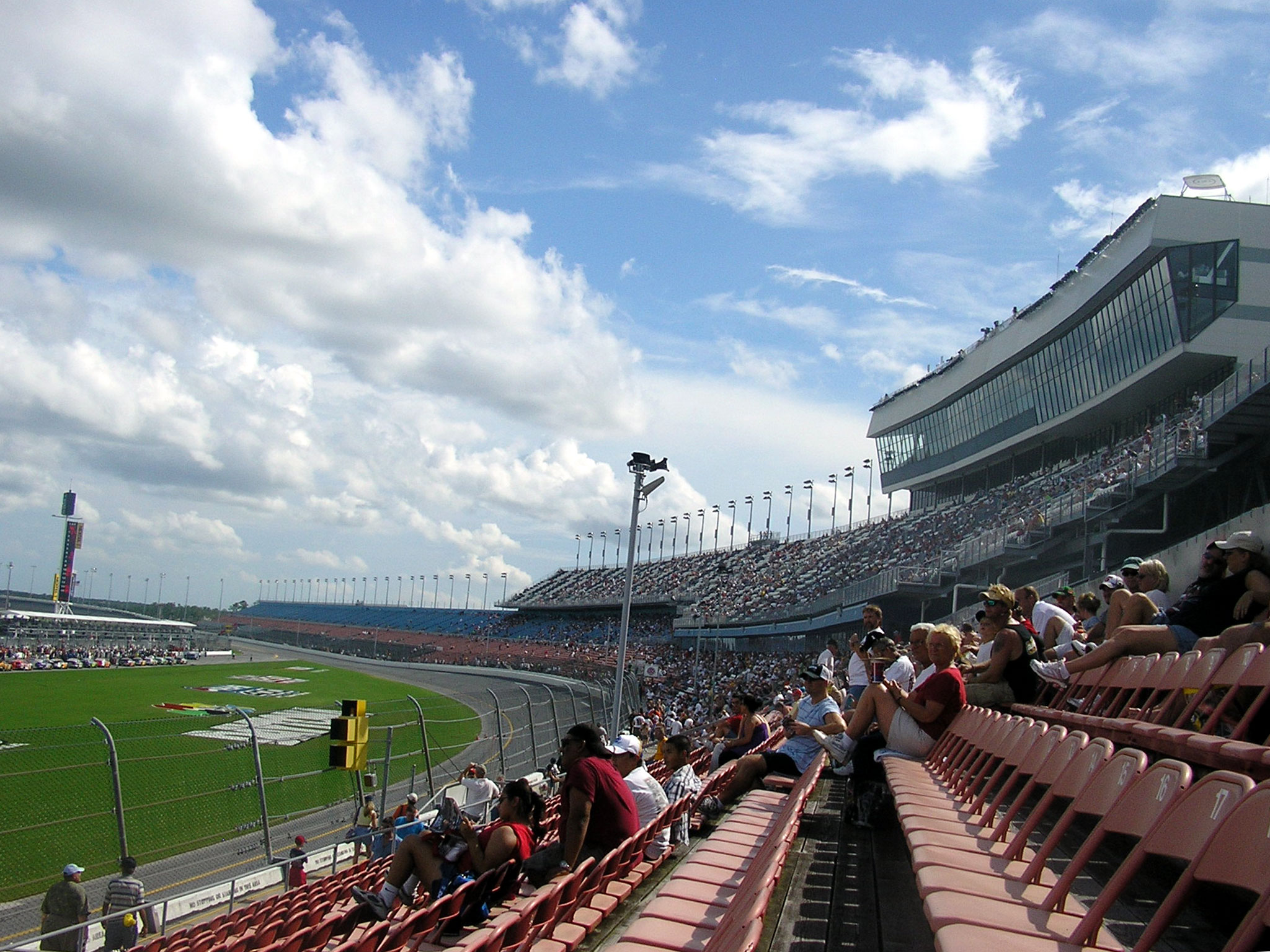
Le Daytona International Speedway.

Gran Turismo 5 Prologue implémente une nouvelle interface, intitulée Ma page, qui donne accès aux modes de jeu ainsi qu'aux espaces Actualités (annonces, contenu des mises à jour), GT-TV, Classement, Garage, Revendeur, Rediffusion (visionnage de ralentis de course), Option et Manuel. Si la console est connectée au PlayStation Network, l'heure, la date du jour et la météo "mondiale" sont affichés. L'arrière-plan est constamment animé, mettant en scène le véhicule en cours d'utilisation dans divers lieux pittoresques au travers le globe. En laissant la page inactive, le système diffuse automatiquement des courses d'utilisateurs en ligne, des informations relatives à l'histoire de l'automobile ou met en scène les véhicules du garage.
L'espace Revendeur donne accès au Hall d'exposition de chaque constructeur et aux évènements mono-modèles. L'espace Garage présente tous les véhicules possédés par le joueur : il permet de sélectionner, revendre un véhicule ou prendre connaissance de ses performances.
L'espace Gran Turismo TV est un service de vidéo à la demande qui propose des films documentaires gratuit ou payant sur le monde de l'automobile (présentation de modèles, de salons, d'événements sportifs) et sur la série Gran Turismo (bandes annonces, making of). Des reportages tirés de l'émission Top Gear de la BBC et du magazine Best Motoring sont proposés.

### Circuits

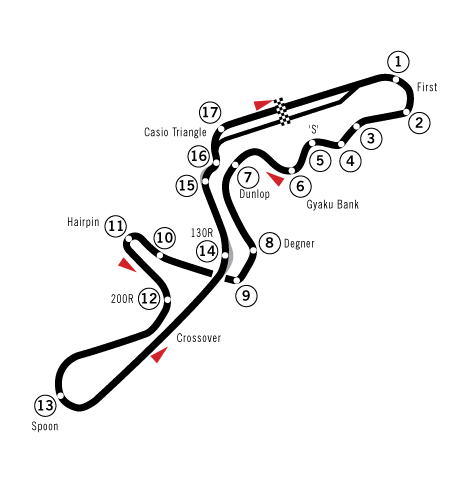
Le circuit de Suzuka au Japon.

Gran Turismo 5 Prologue propose six circuits, tous disponibles en deux versions différentes (sens inverse ou autre configuration) : le circuit de Suzuka, le Fuji Speedway au Japon, le Daytona International Speedway aux États-Unis, le Eiger Nordwand en Suisse, le  High Speed Ring et le circuit de Londres en Angleterre.
Le Daytona International Speedway et le circuit de Londres sont inédits dans la série. Le premier est la reproduction du circuit de Daytona Beach en Floride, célèbre pour ses courses de stock-car. Il est disponible en version ovale (Daytona Speedway) et en version routière avec tracé intérieur et chicanes (Daytona Road). Le second emprunte les quartiers londoniens de Chinatown et Piccadilly sur près de 2 km, traversant Trafalgar Square et Piccadilly Circus jusqu'à la partie centrale de la capitale anglaise. Le circuit Eiger Nordwand est disponible pour la première fois dans une version commerciale (il est d'abord apparu dans la démo Gran Turismo HD). Prenant pour cadre les Alpes bernoises, c'est un circuit sur route typé rallye avec de larges lacets et 72 mètres de dénivelé.

### Véhicules

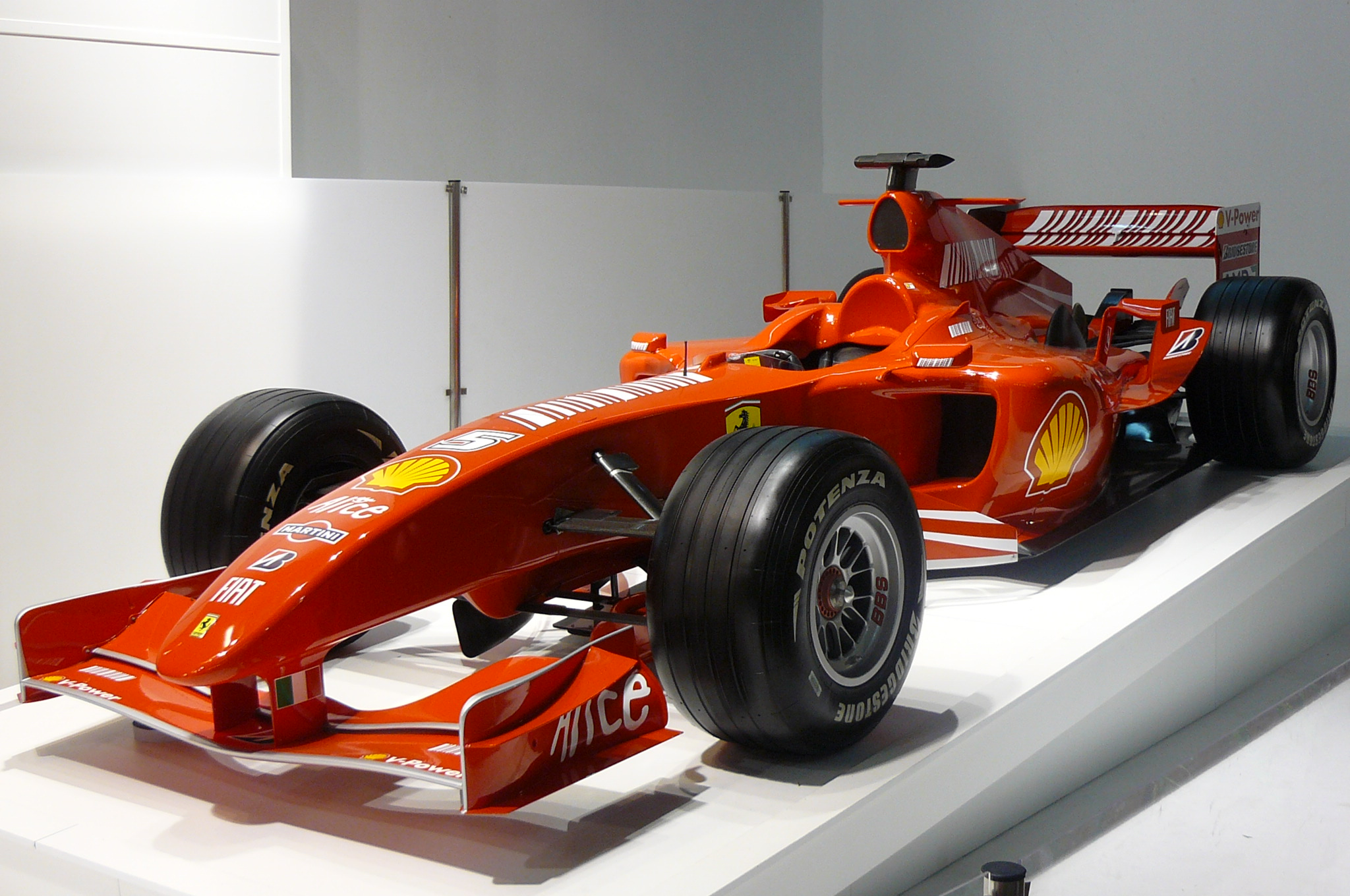
La célèbre Ferrari F2007 est débloquable contre 2000000 Cr.

Les versions européenne et nord-américaine contiennent environ 70 modèles de véhicules d'une trentaine de constructeurs automobiles (ou préparateurs) différents. La version japonaise en contient seulement 37 de base (hors téléchargement). Fabriqués entre les années 1960 et 2007, ce sont pour les trois-quarts des véhicules de séries, le reste étant constitué de modèles modifiés. Les principales familles de modèles par constructeur :
- Acura (NSX)
- Alfa Romeo (147, Brera)
- Amuse (350Z, S2000)
- Aston Martin (DB9)
- Audi (R8, TT)
- BMW (135i, M3, Mini Cooper S, Z4)
- Citroën (C4, GT by Citroën)
- Chevrolet (Corvette Z06, Art Morrison Corvette)
- Daihatsu (Copen)
- Dodge (Viper GTS)
- Ferrari (512, 599, F40, F430, F2007, California)
- Ford (GT, Mustang)
- Honda (Integra)
- Jaguar (XK)
- Lancia (Delta)
- Lexus (IS)
- Lotus (Elise, Evora)
- Mazda (RX-7, RX-8)
- Mercedes-Benz (SL55 AMG)
- Mine's (BNR34 Skyline GT-R)
- Mitsubishi (Lancer Evolution IX et X)
- Nissan (Fairlady, Skyline GT-R, Blitz Dunlop R34 '07)
- Renault (Clio V6)
- Subaru (Impreza)
- Suzuki (Cappuccino, Swift Sport)
- TVR (Tamora, Tuscan)
- Volkswagen (Golf GTI)

## Réalisation
Gran Turismo 5 Prologue fonctionne à 60 images par seconde et affiche une résolution native en 1080p pour les menus, les phases de jeu étant réalisées dans une résolution inférieure de 1280x1080. La bande-son propose des titres de talents émergents ou confirmés de la scène internationale : Alloy Mental, Backdraft ft Tor, Black Rebel Motorcycle Club, daiki kasho, DJ Shadow, Goose, naomee, Klaxons, SebastiAn, le groupe français Justice, ou encore Thin Lizzy.

## Exploitation

### Commercialisation
Gran Turismo 5 Prologue est proposé en version Blu-ray et en version téléchargeable (elle pèse 1.9 GB).  C'est le second titre PlayStation 3 à être distribué selon ce double modèle après Warhawk. Au Japon, la version téléchargeable est proposée à ¥ 4.500 et la version Blu-ray Disc, ¥ 4.980. En Europe, le prix est fixé à 39 €, quel que soit le support. Le jeu est également proposé en offre groupée avec la console.
Les ventes s'élèvent à plus de trois millions d'exemplaires au niveau mondial, dont deux millions en Europe. La sortie du jeu amène la série Gran Turismo à dépasser, dix ans et quatre mois après son introduction, la barre symbolique des cinquante millions d'unités distribuées. Selon Sony, GT5P s'est écoulé à 65 000 exemplaires lors de sa première semaine de commercialisation en France, entrainant une croissance de 80 % des ventes de PS3.
Des mises à jour ont été réalisées pour le jeu après sa sortie en 2007 au Japon (version Spec I). Le jeu européen est le Spec.II, avec un circuit et des véhicules supplémentaires en 2008. Depuis octobre 2008, on peut passer son jeu gratuitement en Spec.III via l'interface de mise à jour du jeu (on aura alors droit à trois nouveaux véhicules, dont le concept car "GT by Citroën").

### Accueil
| Aperçu des notes dans les médias | Aperçu des notes dans les médias |
| Média                            | Note                             |
| -------------------------------- | -------------------------------- |
| 1UP.com                          | B+                               |
| Edge                             | 7 sur 10                         |
| Eurogamer                        | 8 sur 10                         |
| Gamekult                         | 7 sur 10                         |
| IGN                              | 8.5 sur 10                       |
| Jeuxvideo.com                    | 15 sur 20                        |
| Compilation de notes             |                                  |
| GameRankings                     | 80 sur 100                       |
| Metacritic                       | 80 sur 100                       |

Gran Turismo 5 Prologue est bien accueilli par la presse spécialisée. La critique apprécie le nouveau moteur physique, qui confère des sensations de pilotage inégalés dans la série, et les qualités visuelles et sonores du titre, qui en fait une vitrine technologique de la PS3,. Les médias saluent des modifications attendues comme l'augmentation du nombre de concurrents, l'implémentation du mode de jeu en ligne et l'amélioration de l'intelligence artificielle,,,. La critique reproche le contenu limité, en particulier le nombre de circuits, ainsi que l'absence de dégâts et de météo évolutive. La durée de vie du mode solo, estimée à dix ou quinze heures, est inférieure à un Gran Turismo « final »,. 1UP.com note que le statut de « prologue », entre le jeu complet et la démo, le rend difficile à juger mais estime qu'il fournit largement un retour sur investissement pour les amateurs de pilotage. Les médias anglophones lui attribuent une note moyenne de 80 %.